# Parametrização
Parametrização é o processo de decisão e definição dos parâmetros necessários para uma especificação completa ou relevante de um modelo ou objeto geométrico.
Algumas vezes, pode somente envolver a identificação de certos parâmetros ou variáveis. Se, por exemplo, o modelo é de uma turbina eólica com um interesse particular na eficiência de geração de energia, então os parâmetros de interesse irão incluir o número, comprimento e passo entre as lâminas (pás). 
Mais frequentemente, parametrização é um processo matemático envolvendo a identificação de um conjunto completo de coordenadas efetivas ou graus de liberdade do sistema, processo ou modelo. Parametrização de uma linha, superfície ou volume, por exemplo, implica a identificação de um conjunto de coordenadas que permite unicamente identificar qualquer ponto (sobre a linha, superfície, ou volume) com uma lista ordenada de números. Cada uma das coordenadas pode ser definida parametricamente na forma de uma curva paramétrica (unidimensional) ou uma equação paramétrica (mais de duas dimensões). Criar parametrizações no sistema de consignado.